# Rudolf Dürrwang

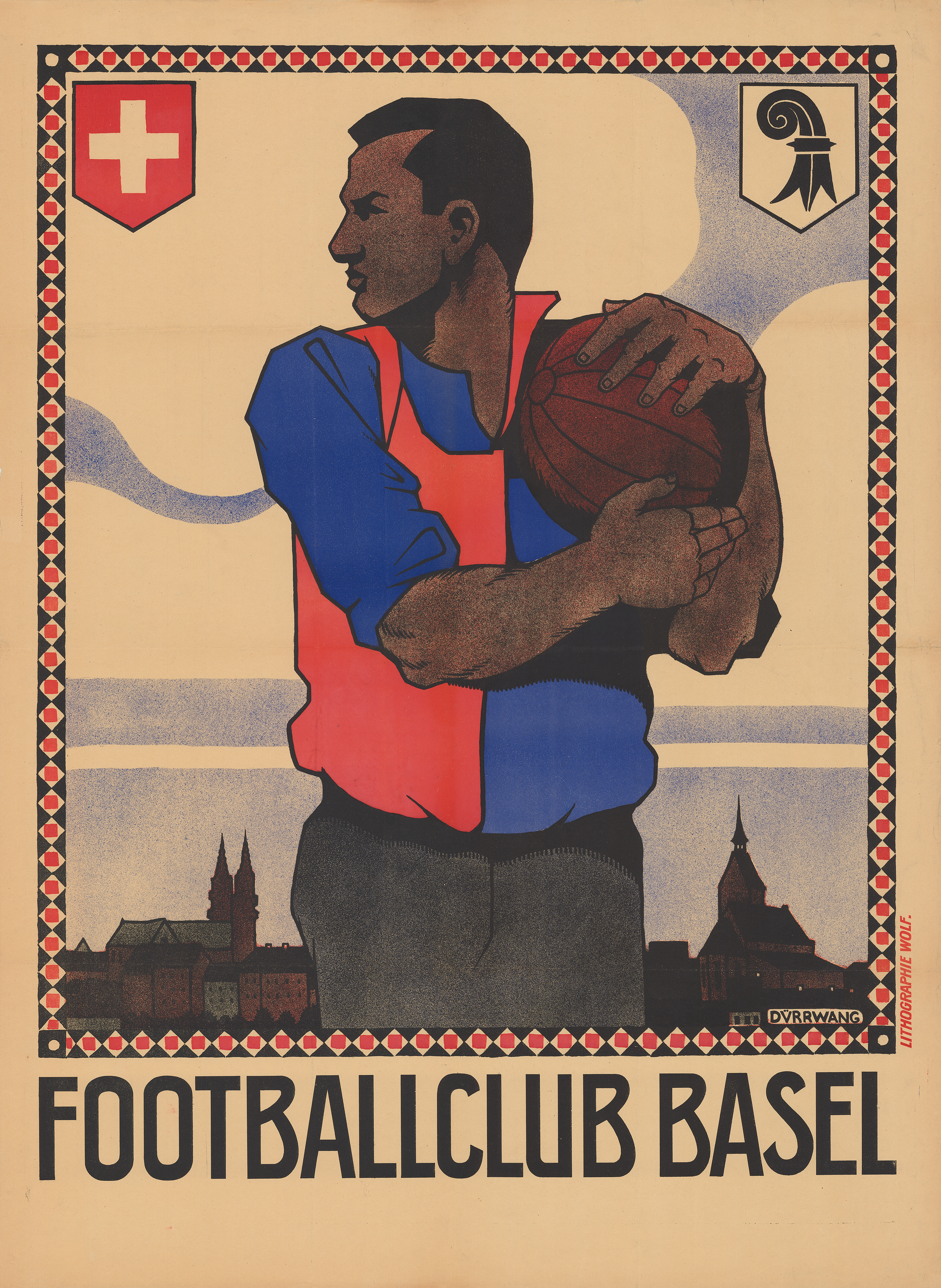

Rudolf Dürrwang (* 15. Mai 1883 in Basel; † 30. Januar 1936 in Münchenstein) war ein Schweizer Maler, Zeichner, Lithograf und Grafiker.

## Leben und Werk
Dürrwang wurde in Basel an der Zeichen- und Modellierschule von Fritz Schider unterrichtet und studierte anschliessend in München an der Schule für zeichnende Künste und Malerei von Moritz Heymann. Dürrwangs künstlerische Vorbilder waren Wilhelm Leibl und Hans Thoma. Dürrwang erhielt 1909 ein Eidgenössisches Kunststipendium und für seine Radierungen in Leipzig die Staatsmedaille. Hans Thoma erwarb von ihm mehrere Radierungen. Dürrwang illustrierte zudem die im Rotapfel-Verlag (RAV) erschienene Ausgabe von Hebels alemannischen Gedichten und lithographierte in der Folge das im gleichen Verlag erschienene Buch Weihnachten.

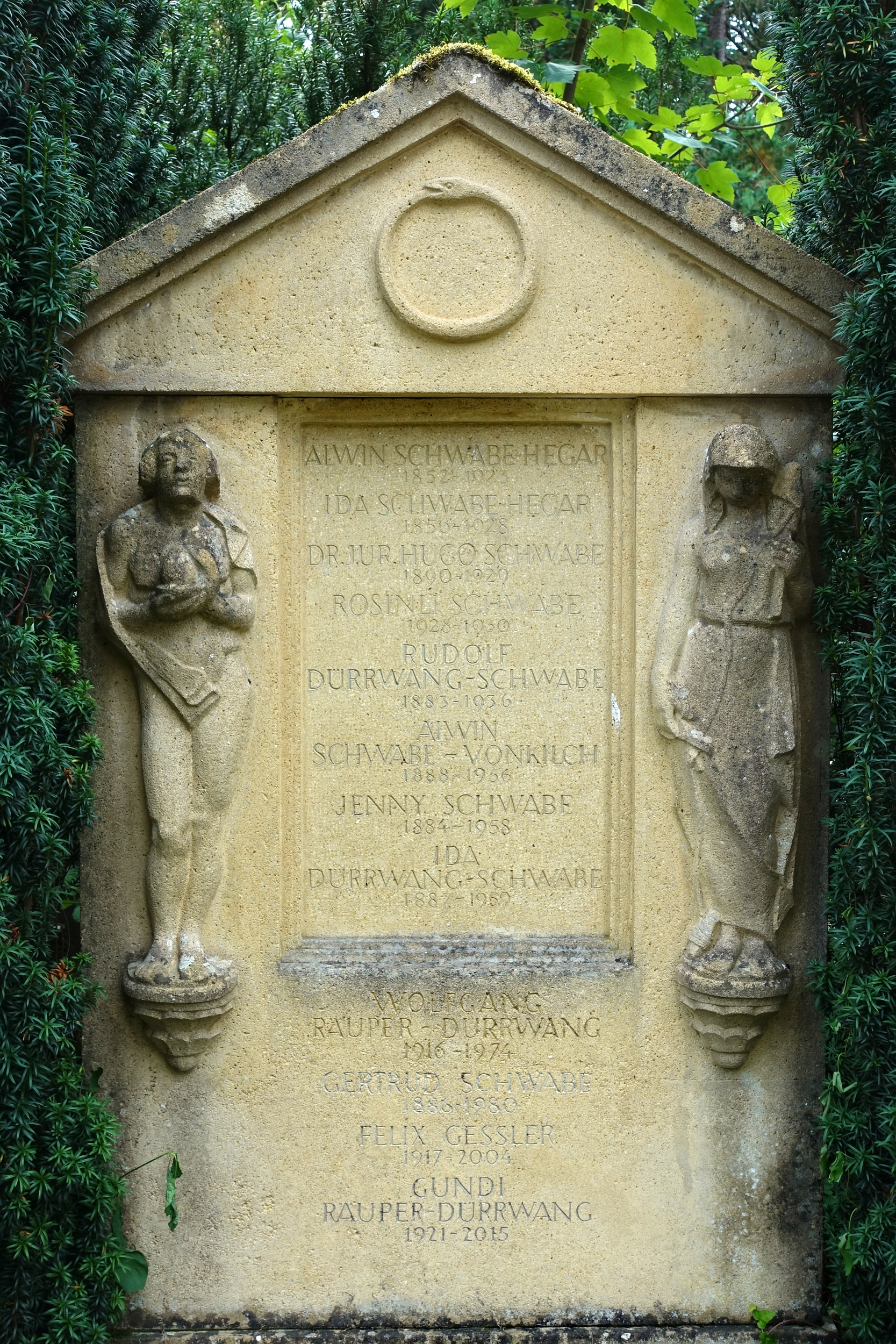
Familiengrab auf dem Wolfgottesacker, Basel

Dürrwang schuf zahlreiche Landschaftsbilder und dekorative Wandfriese für die Eingangshalle der National Zeitung in Basel. Er nahm an mehreren Turnus- und Gruppenausstellungen teil. Seine Werke wurden u. a. im Kunsthaus Zürich, Kunsthalle Bern und in der Kunsthalle Basel gezeigt. Dürrwang war mit Albert Welti befreundet.
Dürrwang war mit Ida, geborene Schwabe (1887–1959), verheiratet. Sie war die Tochter des Alwin Schwabe. Er fand seine letzte Ruhestätte auf dem Friedhof Wolfgottesacker.